# Діаба Ломпо
Діаба Ломпо (д/н — 1248) — засновник держави мосі в Нунгу.

## Життєпис
Відповідно до легенд, був сином Уедраого, легендарного засновника держави мосі. Втім відповідно до інших відомостей згадка про це є фігуральною, позначаючи Діаба Ломпо як нащадка Уедраого. На це вказують відомості, що він панував в першій половині XIII ст.
Ймовірно заснував державу 1204 року в спадковій області, яку населяв народ ґурма. За легендою, він прийшов одягнений у біле і в супроводі дружини, спустившись з неба на пагорб на півдні Ґурми. Його столицею стало нове місто Бінг (в подальшому перейменоване на Нунгу). Прийняв титул нунбадо. Панував до 1248 року. Йому спадкував другий син Тідарпо.